# Ádin
Az Ádin héber → angol eredetű férfinév, jelentése: finom, kedves.[forrás?]

## Gyakorisága
Az újszülötteknek adott nevek körében a 2000-es és a 2010-es években nem szerepelt a 100 leggyakrabban adott férfinév között.
A teljes népességre vonatkozóan a 2000-es és a 2010-es években az Ádin nem szerepelt a 100 leggyakrabban viselt férfinév között.

## Névnapok
június 26.

## Híres Ádinok
Molnár Ádin
| Név           | MOLNÁR ÁDIN               |  |
| Születési idő | 2004. 06. 18.             |  |
| Kor           | 20                        |  |
| Aktuális Klub | MTK BUDAPEST (Labdarúgás) |  |